# Apple Cider Vinegar
Apple Cider Vinegar est une série télévisée australienne créée par Samantha Strauss (en) et réalisée par Jeffrey Walker, dont la diffusion est prévue le 6 février 2025 sur Netflix,.
Il s'agit d'une adaptation libre du livre The Woman Who Fooled the World des journalistes Beau Donelly et Nick Toscano.

## Synopsis
La série retrace l'ascension et la chute de Belle Gibson (en), une influenceuse australienne spécialisée dans le domaine du bien-être, qui a captivé les réseaux sociaux en prétendant guérir son cancer grâce à des remèdes naturels.

## Distribution
Sauf indication contraire, les informations mentionnées dans cette section peuvent être confirmées par les bases de données cinématographiques IMDb et Allociné,  présentes dans la section « Liens externes ».
- Kaitlyn Dever (VF : Emmylou Homs) : Belle Gibson (en)
- Alycia Debnam-Carey (VF : Anouck Hautbois) : Milla Blake, concurrente de Belle
- Aisha Dee (VF : Esthèle Dumand) : Chanelle
- Tilda Cobham-Hervey (VF : Julie Mouchel) : Lucy
- Mark Coles Smith (VF : Erwan Zamor) : Justin, le mari de Lucy
- Ashley Zukerman : Clive
- Phoenix Raei (VF : Julien Bouanich) : Hek
- Susie Porter (VF : Juliette Degenne) : Tamara, la mère de Milla
- Matt Nable (VF : Bertrand Dingé) : Joe, le père de Milla
- Catherine McClements : Julie, l'éditrice de Belle
- Essie Davis : Natalie, la mère de Belle
- Chai Hansen : Arlo, le compagnon de Milla
- Richard Davies : Sean
- Kieran Darcy-Smith : Andrew Dal-Bello
- Doris Younane : le docteur Chidiac
- Sibylla Budd : Tara Brown
- Jeremy Stanford : le docteur Walsh

 Source et légende : version française (VF) sur RS Doublage

## Épisodes
1. Toxique
2. Des draps propres
3. Des dauphins roses
4. Mama Aya
5. Les plats cuisinés
6. Ver solitaire

## Production
Le tournage commence le 15 décembre 2023, à Melbourne et dans ses environs, grâce au financement obtenu de Screen Australia et VicScreen. Une première bande-annonce est publiée le 19 novembre 2024. Une seconde est publiée le 16 janvier 2025, annonçant la sortie de la série le 6 février 2025.
Samantha Strauss (en) a créé la série et la co-écrit avec Anya Beyersdorf (en) et Angela Betzien (en). La série est écrite d'après le livre The Woman Who Fooled the World des journalistes Beau Donelly et Nick Toscano. Tous les épisodes sont réalisés par Jeffrey Walker.

## Accueil
Sur l'agrégateur américain Rotten Tomatoes, la série obtient 82 % d'opinions favorables, basé sur 33 critiques avec une note moyenne de 7,3/10. La presse spécialisée est divisée : certains reprochent une exécution trop classique quand d'autres saluent la dénonciation des dérives du bien-être numérique et la mise en scène.